# The Untitled Rachel Berry Project
The Untitled Rachel Berry Project je dvacátý a zároveň poslední díl páté řady amerického televizního seriálu Glee. V celkovém pořadí se jedná o sto osmý díl seriálu. Scénář k němu napsal Matthew Hodgson, režíroval jej Brad Falchuk a poprvé se vysílal ve Spojených státech dne 13. května 2014 na televizním kanálu Fox. V tomto díle se do seriálu vrací speciální hostující hvězda Shirley MacLaine v roli bohaté prominentky June Dolloway.

## Obsah dílu
V Rachelině (Lea Michele) a Kurtově (Chris Colfer) bytu se koná pravidelná pondělní večeře a nečekaně se objeví Brittany Pierce (Heather Morris). K jejímu zklamání s nimi není Santana Lopez (Naya Rivera), která natáčí reklamu v Iowě. Na večeři posléze dorazí druhý, tentokrát již očekávaný, návštěvník, slavná scenáristka Mary Halloran (Kristen Schaal), kterou poslala televizní stanice, aby začali pracovat na scénáři televizního pořadu, kde bude Rachel hlavní hvězdou. Ty dvě se setkají ještě později a Rachel je v rozpacích z Maryiných nápadů a jejího výstředního chování.
Mercedes Jones (Amber Riley) začíná v New Yorku celonárodní koncertní turné po obchodních domech. Její nahrávací společnost najala Brittany jako její doprovodnou tanečnici a také Santanu, která se v nim přidá v Renu. Její přítel Sam Evans (Chord Overstreet) je vybrán jako nový model spodního prádla pro velkou reklamní kampaň. Když Mercedes odjíždí, jejich přátelé je samostatně vyzývají, aby se rozešli, protože si myslí, že zvláště pro Sama bude těžké zůstat Mercedes věrný. I přes tuto radu se Mercedes a Sam rozhodnou zůstat nadále spolu.
Blaine Anderson (Darren Criss) se před vystoupením setkává s bohatou prominentkou June Dolloway (Shirley MacLaine). Blaine se snaží ještě jednou přivést Kurta na událost, ale June je neoblomná a řekne mu, že pokud se to Blaine pokusí udělat, tak zruší své sponzorství. Kurt přichází těsně po jejím odchodu a Blaine mu přizná, že Kurt není v představení zahrnut a že doufal, že June přesvědčí, aby přehodnotila svůj názor. Kurt je rozzlobený, že mu Blaine opět lhal, a vybouchne vzteky. Později se ale usmíří, když Blaine řekne, že bez Kurta nebude vystupovat. Zároveň Kurt bere na vědomí, že i když jsou spolu a jejich láska je skutečná, tak stejně někdy ten jeden musí ublížit tomu druhému a žádá Blaina, aby na akci vystoupil.
Přátelé se scházejí, aby si přečetli Maryin scénář. Jediná Brittany to odmítne, která si myslí, že je to příšerné. Později si Rachel setkává s Mary a řekne ji, že hlavní postava se jí vůbec nepodobá. Mary poukáže na to, že televizní diváci chtějí antihrdiny, ale Rachel ji na to odpoví zpěvem a Mary je překvapivě dojatá a souhlasí, že předělá scénář. Současně ale Rachel varuje, že televizní stanice z toho nikdy nebude chtít udělat pilotní díl.
Sam během svého modelingového focení ztrácí své „sexy působení“ z konkurzu. Fotografka, která ho obsadila, s ním zůstane sama v pokoji, řekne mu, že nikdo nebude vědět, co se tam stane a políbí ho. Když se Sam vrátí do bytu, přizná se Mercedes, že ji podvedl, ačkoliv to byl jen jeden polibek a začne plakat. Mercedes se přizná, že možná není připravená na odloučení a i když Sama miluje, oba se rozhodnou pro formální ukončení vztahu s tím, že to mohou odvolat, až se Mercedes bude cítit připravená.
Přehlídka NYADY je velice úspěšná a končí Blainovým a Juniným duetem. Obecenstvo chce ale od Blaina přídavek, tak ten řekne, že aby ho poznali, tak musí poznat lásku jeho života a požádá Kurta, aby si s ním na jevišti zazpíval. June po dobu trvání písničky vypadá rozzlobeně, ale na konci se připojí k tanci a řekne Blainovi, že se ohledně Kurta mýlila.
Přátelé čtou Maryin nový scénář a s výjimkou Brittany se líbí všem. Před jejich bytem zastaví autobus se Samovou reklamou a Artie Abrams (Kevin McHale) mu gratuluje k začátku velké kariéry, ale Sam mu řekne, že to skončilo a že se stěhuje zpět do Limy, kde jdou věci pomaleji a každý je stejně rozptýlený. V závěrečné písni vidíme jejich další směřování: Mercedes a Brittany odjíždí na turné, Blaine se nastěhuje ke Kurtovi a Rachel, Artie je zaneprázdněn na filmové škole a Sam je zpátky na McKinleyově střední škole, kde se kouká do počítačové učebny, která vznikla na místě bývalé sborové místnosti. Rachel na konci dílu volají z televizní stanic a chtějí, aby natočila pilotní díl.

## Seznam písní
- „Shakin' My Head“
- „All of Me“
- „Girls on Film“
- „Glitter in the Air“
- „No Time at All“
- „American Boy“
- „Pompeii“

## Hrají
| Jacob Artist     | Jake Puckerman      |
| Melissa Benoist  | Marley Rose         |
| Chris Colfer     | Kurt Hummel         |
| Darren Criss     | Blaine Anderson     |
| Blake Jenner     | Ryder Lynn          |
| Jane Lynch       | Sue Sylvester       |
| Kevin McHale     | Artie Abrams        |
| Lea Michele      | Rachel Berry        |
| Matthew Morrison | William Schuester   |
| Alex Newell      | Wade „Unique“ Adams |
| Chord Overstreet | Sam Evans           |
| Naya Rivera      | Santana Lopez       |
| Becca Tobin      | Kitty Wilde         |
| Jenna Ushkowitz  | Tina Cohen-Chang    |